# Stępocice
Stępocice – wieś sołecka w Polsce położona w województwie świętokrzyskim, w powiecie pińczowskim, w gminie Działoszyce.
W latach 1973–1976 miejscowość była siedzibą gminy Stępocice. W latach 1975–1998 miejscowość administracyjnie należała do województwa kieleckiego.
| SIMC    | Nazwa | Rodzaj    |
| ------- | ----- | --------- |
| 0237660 | Wyrwa | część wsi |

## Historia
Stępocice, w roku 1339 „Stampocicze”, wieś w powiecie pińczowskim. W r. 1339 król Kazimierz III Wielki przenosi tę wieś, własność braci Bonifacjuaza i Egidiusza, z prawa polskiego na niemieckie (Kod. małop. t.III, s.36).

W połowie XV w. wieś Stępocice podlegała administracyjne  parafii Lubcza. Stanowiąc własność Mikołaja Roszy z Dworzyszowic, kasztelana zawichostskicgo, herbu Różyc. Było tu 7 łanów kmiecych, 2 zagrodników z rolą, od których dziesięcinę snopową i konopną, wartości 10 grzywien płacono prebendzie wiślickiej widuchowskiej. Folwark rycerski płacił dziesięcinę plebanowi w Dziekanowicach blisko Wieliczki (Długosz L.B. t.I, s.426). 

Według registru  poborowego powiatu krakowskiego z 1581 r., wieś Stępocice (parafia Lubcza), własność Kormanickiego, miała 5 ½ łana kmiecego, 3 czynszowników, 4 zagrodników bez roli, 2 komorników z bydłem, 4 komorników bez bydła oraz 2 rzemieślników (Pawiński, Kod. Małop. s.439, s.89).	
W wieku XIX Stępocice – wieś i folwark w powiecie pińczowskim, gminie i parafii Sancygniów, od Pińczowa oddalone 20 wiorst. 

W 1827 r. było tu 24 domów, i 78 mieszkańców. W 1885 r. folwark Stęocice posiadał  rozległość mórg 895, budynków drewnianych było 12. Wieś Stępocice posiadała osad 31, mórg 140, wieś Lipówka osad 7, z gruntem mórg 24.